# حشيشة المبارك البرانسية
حشيشة المبارك البرانسية (الاسم العلمي:Geum pyrenaicum) هي نوع من النباتات تتبع جنس حشيشة المبارك من الفصيلة الوردية.